# Denny Landzaat
Denny Domingoes Landzaat (* 6. května 1976 Amsterdam) je bývalý nizozemský profesionální fotbalista, který hrával na pozici středního záložníka. Od roku 2022 je asistentem trenéra polského klubu Lech Poznań.

## Klubová kariéra
Landzaat začal svou kariéru v Ajaxu Amsterdam, ale nedostal se k větší šanci, proto se rozhodl přestoupit do Willem II Tilburg, odkud v roce 2004 přestoupil do Alkmaaru, kde se ihned stal kapitánem.
Ihned si jej všimly velké holandské kluby Feyenoord, PSV i Ajax, ale Landzaat zůstal věrný AZ Alkmaar až do léta 2006, kdy neodolal nabídce anglického týmu Wigan Athletic, kde zůstal do roku 2008, kdy ho za odstupné 1,5 milionu eur získal nizozemský Feyenoord.

## Reprezentace
Jeho největším dosavadním úspěchem je účast na juniorském mistrovství světa v roce 1995, kde ve finále neproměnil penaltu a jeho tým prohrál.
Landzaat si odbyl svůj debut v reprezentaci už v roce 2001 v kvalifikaci na mistrovství světa ve fotbale 2002, ale hráčem v základní sestavě se stal až o pár let později za trénování Marca van Bastena.
V roce 2006 byl povolán do reprezentačního kádru Nizozemska pro mistrovství světa.

### Reprezentační góly
Góly Dennyho Landzaata za reprezentační A-mužstvo Nizozemska
| Gól | Datum      | Stadion                      | Soupeř          | Skóre (min.) | Výsledek | Soutěž           |
| --- | ---------- | ---------------------------- | --------------- | ------------ | -------- | ---------------- |
| 010 | 1. 9. 2004 | Stadion Galgenwaard, Utrecht | Lichtenštejnsko | 03:000 (78.) | 3:0      | přátelské utkání |